# Табачи (Олт)
Табачи (рум. Tabaci) насеље је у Румунији у округу Олт у општини Вулпени. Oпштина се налази на надморској висини од 159 m.

## Становништво
Према подацима из 2002. године у насељу је живело 238 становника, од којих су сви румунске националности.